# Lyø
Lyø of Lyö is een Deens eiland van de Zuid-Funense archipel in de Oostzee. Het eiland ligt tussen Als en Funen in, ten noordwesten van Ærø. Het eiland maakt deel uit van de gelijknamige parochie, Lyø, behorende tot de gemeente Faaborg-Midtfyn. 
Centraal gelegen op het eiland ligt het plaatsje Lyø By, een dorpje dat vaak gezien wordt als een van de mooiste dorpjes van Denemarken. In het dorpje zijn vijf dorpsvijvers te vinden, maar ook een kerkje met een typisch Zuid-Funense trapgevel en het als enige overgebleven ronde kerkhof van Denemarken. Het twee kilometer van het dorp afliggende haventje is een populaire plaats voor zeilers. Bij de noordkust ligt de zogenaamde "Anes Kiste", een van de grootste zwerfkeien van Denemarken, waar een sage omheen spint. In het westen ligt de Klokkesten, een runddysse (de in Denemarken gebruikelijke term voor een cirkelvormige hunebed; een langwerpige hunebed wordt een langdysse genoemd) en in het wat hoger liggende oosten zijn de Store Stenshøj te vinden, twee prehistorische hunebedden uit de trechterbekercultuur.
In 1223 werden hier de Deense koning Waldemar II en zijn zoon gevangengenomen door graaf Hendrik van Schwerin en naar de Waldemartoren van kasteel Dannenberg gebracht.